# ژان-باتیست سه
ژان-بتیست سه (به فرانسوی: Jean-Baptiste Say) (فرانسوی: [ʒãbatist sɛ];زاده ۵ ژانویه ۱۷۶۷ – درگذشته ۱۵ نوامبر ۱۸۳۲) اقتصاددان و تاجر فرانسوی بود.
او دیدگاه‌های لیبرال کلاسیک داشت و هوادار رقابت، تجارت آزاد و برداشتن قیود از کسب و کار بود. سه بیش از همه برای قانون سه، که به افتخار وی نامگذاری شده شناخته می‌شود، گرچه منشأ این قانون او نبود.

## مازاد عمومی
در زمان حیات وی، فضای اقتصادی همچون امروز با پیشرفت‌های گوناگون و سریعی همراه بود و تقاضاهای بسیاری هم مشاهده می‌شد. ابتکارات نیز با ریاضت اقتصادی همراه بود. در فرانسه تولید الیاف از ۱۸۰۸ تا ۱۸۰۹ بیش از ۱۲۵ درصد رشد کرد. در همان زمان بود که سی نیز کارخانه خودش را راه اندازی کرد. اما در کنار این رشد و پیشرفت‌ها، تقاضای جهانی کاهش پیدا کرده‌بود، هزینه دولتی در بریتانیا در همان دوره ۴۰ درصد کاهش پیدا کرد. حاصل این هرج‌ومرج نوی افزایش ظرفیت بود که به آن مازاد عمومی می‌نامید. او در نظریه خود ادعا کرد مازاد عمومی وجود خارجی ندارد. از نظر او برخی از کالاها می‌توانند بیش از اندازه تولید شوند اما به صورت کلی امکان ندارد کالایی زیاد بیاید. این حرف او در قالب قانون سِی بر سر زبان‌ها افتاد که می‌گفت: «تولید راه را برای تقاضای کالاها باز می‌کند» و بعداً این ایده به این شکل درآمد که «عرضه، تقاضای خودش را ایجاد می‌کند.» البته او خود به تناقضات درونی این نظریه آشنا بود، نکتهٔ دیگری که باید در زمینه این قانون در نظر گرفته شود این است که شرکت‌ها نمی‌توانند کالاهای خود را بیرون بگذارند و بقیه آن را بخرند. آن‌ها برای این‌که به پول برسند باید مشتری را وادار به خرید کنند که اگر این اتفاق بیفتد، منبع عرضه می‌تواند برای تقاضاهای جدید کاملاً مؤثر باشد. او گرچه با خصم بناپارت مجبور به تعطیلی کارخانه شد امّا با ایده‌اش سبب موفقیت عدهٔ زیادی شد.

## برای مطالعهٔ بیشتر
- Hart, David (2008). "Say, Jean-Baptiste (1767–1832)".  In Hamowy, Ronald (ed.). The Encyclopedia of Libertarianism. Thousand Oaks, CA: SAGE; Cato Institute. pp. 449–50. ISBN 978-1-4129-6580-4. LCCN 2008009151. OCLC 750831024.
- Hollander, Samuel (2005), Jean-Baptiste Say and the Classical Canon in Economics: the British Connection in French Classicism, London and New York: Routledge, ISBN 0-415-32338-X.
- " Portrait : J.B. Say (1767–1832) ». La nouvelle lettre, n°1064 (29 janvier 2011): ۸.
- Sowell, Thomas (1973), Say's Law: An Historical Analysis, Princeton University Press, ISBN 0-691-04166-0.
- Whatmore, Richard (2001), Republicanism and the French Revolution: An Intellectual History of Jean-Baptiste Say's Political Economy, Oxford University Press, ISBN 0-19-924115-5.